# Рептилия (Mortal Kombat)
Рептилия (англ. Reptile), также Сайзот (англ. Syzoth) — персонаж игры Mortal Kombat, человек-рептилия. Чешуйчатый человек, скрывавшийся под маской в начале игр серии Mortal Kombat. В новой части игры он преобразовался из простого ниндзя в уникального бойца. Особые способности: плюётся кислотой, умеет исчезать, а также ест своих жертв (Fatality).

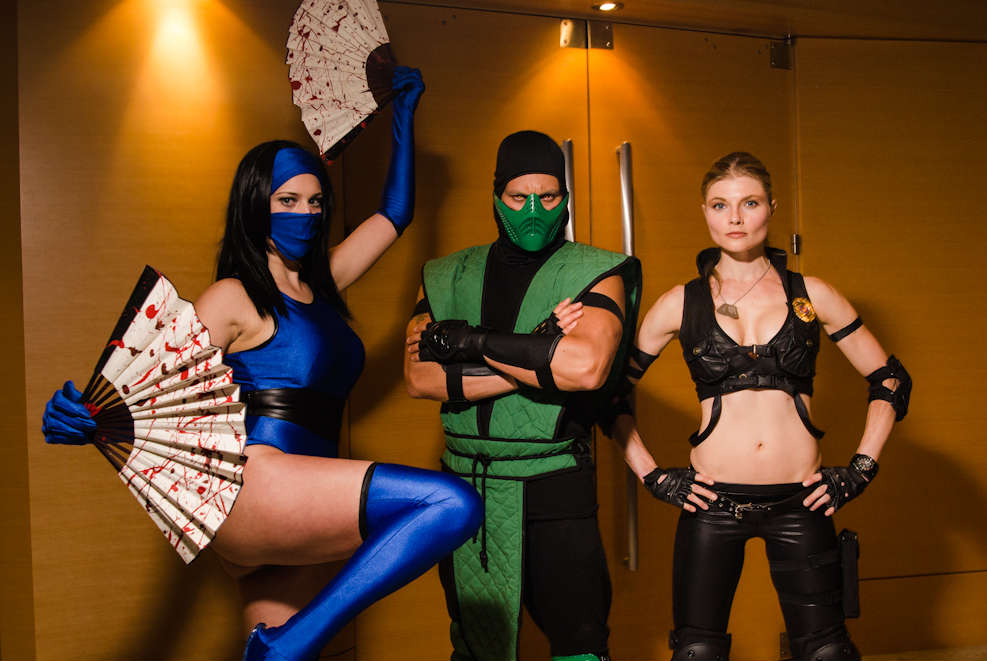
Косплей: Китана, Рептилия и Соня Блейд

## Описание
В видеоистории арены «The Pit» (Яма) говорится, что императору Внешнего Мира не нравилось то, что бойцы, скинутые в яму, оставались в живых. Тогда он усеял всю яму и её колонны острыми лезвиями, но и это не всегда срабатывало. Тогда император приказал Шан Цзуну отправить на дно ямы Рептилию. Как только скинутый боец приземлялся, Рептилия «снимал» маскировку и добивал бойца. Внешне Рептилия напоминает смесь ящерицы и человека. Он имеет отталкивающую внешность, но при этом отличается хитростью и умом. В отличие от многих других прихвостней лордов, Рептилия не борется за власть. Скорее, он одержим навязчивой идеей об обнаружении последнего оставшегося члена его расы Зауриан, или освобождения его родного мира от ига Внешнего Мира (Outworld). Эта навязчивая идея настолько важна для него, что временами он на ней помешан. Будучи надёжным слугой Шао Кана, Рептилия был выбран в помощники Джейд для поимки Китаны. Рептилия получил приказ остановить принцессу любой ценой, во что бы то ни стало… Даже если потребуется убить её. Не совсем ясно, какого возраста Рептилия. По оценкам — десятки тысяч лет или даже миллионы. Известно, однако, что Земное Царство было почти разрушено сражением между богами миллионы лет назад. Раса рептилий-хищников, или Зауриане, убежала в другое царство, Затерра, куда тогда вторгался император Внешнего Мира, Шао Кан. Это был обычный процесс для Кана, завоевание другого мира, большинство жителей Затерра было убито в сражениях, в живых осталась лишь горстка. Среди них был Рептилия. В отличие от собратьев, которые были порабощены, Рептилию поставили на службу Кану и Шан Цзуну. Из-за этого, неясно точное место рождения Рептилии: Земля, Затерра или Внешний Мир.

## Внешность
В первых играх серии он ничем не отличался от других ниндзя. Это был очередной боец-ниндзя, только зелёного цвета. В дальнейшем его внешность стала меняться. В МК4 он выглядел как ящероподобный человек, с зелёной чешуёй. Его лицо также имело очертание ящера (за исключением вытянутой морды), вместо маски ниндзя появилась «псевдо-маска», не скрывающая его рта. В остальном он не изменился: жилет ниндзя и сапоги. Но в Mortal Kombat: Deadly Alliance он стал больше походить на ящерицу: морда стала вытянутой и приобрела все очертания ящера. Спина усеяна шипами. К тому же был добавлен хвост.

## Спецприёмы и добивания

### Приёмы
- Плевок кислотой — Рептилия снимает маску и плюёт струёй кислоты в противника. Фирменный приём Рептилии, появившийся впервые в МКII.
- Стремительный ящер — Рептилия пробегая на четвереньках (позже, перекатом), сбивает противника с ног.
- Удар с тыла — Рептилия быстро забегает противнику за спину, после чего наносит удар локтем в спину.
- Маскировка — Рептилия становится невидимым. Причём, как для врага, так и для игрока. Но маскировка спадает от одного удара противника. В Mortal Kombat (2011) маскировка Рептилии напоминает маскировку Хищника — виден прозрачный силуэт Рептилии.
- Наскок — Рептилия несётся на врага и сбивает с ног мощным ударом кулака.
- Кислотный шар — приём имеет две разновидности: быстрый и медленный. Рептилия создаёт кислотный шар, который, после контакта с противником, перебрасывает того ближе к Рептилии.
- X-Ray — Рептилия пальцами выкалывает глаза оппоненту, после чего сворачивает ему шею. Затем он бьёт противнику ногой в грудь, ломая ему рёбра. (MK2011)

В MKX X-ray Рептилии довольно схож с версией из MK9: Рептилия ломает челюсть оппоненту, выкалывает глаза, а потом ударяет его об землю, полностью ломая череп.

### Фаталити
- Поедание головы — Рептилия снимает маску и длинным языком впивается противнику в голову, после чего отрывает её и съедает. Фирменное добивание Рептилии (Первое появление — MKII).
- Невидимый разрыв — Рептилия маскируется, после чего отрывает противнику верхнюю часть тела. В Mortal Kombat: Shaolin Monks он полностью разрывает верхнюю часть (Первое появление — MKII).
- Полное поедание — аналогично «Поеданию головы», только Рептилия съедает врага полностью, по частям (за исключением голеней, UMK3).
- Содержимое желудка — Рептилия снимает маску и плюёт кислотой на врага, разлагая его (UMK3). В МК4 Рептилия взлетает, а потом плюёт.
- Обгладывание головы — Рептилия прыгает на врага и обгладывает ему голову.
- Плевок с поеданием — Рептилия прыгает на врага и плюёт ему кислотой на голову, после чего языком вырывает череп и съедает его.
- Растерзание — Рептилия валит врага на землю, а затем разрывает ему руками голову.
- Опорожнение — Рептилия плюет кислоту в рот противнику, после чего у противника начинается рвота. В этот момент Рептилия рукой вырывает оппоненту желудок (MK9).
- Кислотный взрыв — Рептилия исчезает, после чего наносит противнику режущие удары в области шеи и живота. Затем он проявляется и создаёт кислотную сферу, которую засовывает противнику в живот, взрывая оппоненту верхнюю часть тела.

### Бабалити
В MKII Рептилия превращается в младенца с зелёными подгузниками, но маска на нём остаётся. В MK9 Рептилия превращается в яйцо. Потом он вылупляется из яйца и начинает плеваться кислотой.

## Доступ к персонажу
Mortal Kombat: чтобы сразиться с Рептилией, нужно на арене «The Pit» выиграть у компьютера два раунда подряд, не получив никакого урона (чистая победа), сделать ему Fatality и ни разу за весь бой не использовать блок. Соня не может сразиться с Рептилией, так как блок является частью комбинации её Fatality. Причиной, по которой Соня не может сражаться с Рептилией, является то, что Рептилию Бун добавил в тайне от других членов команды разработчиков.
Дополнительное обязательное условие, из-за которого получить право на бой с Рептилией ещё сложнее: арена «The Pit» должна быть обязательно с анимированным вариантом фона, когда по лунному небу несутся тени всяких духов и ведьм. Такое происходит примерно в 1 случае из 8 при начале боя на этой арене. Если летящих теней на небе нет, то бой не состоится, даже если выполнить все остальные условия. На это намекает и одна из подсказок Рептилии, когда он появляется между раундами: «Look to la luna».

## Рептилия в кино
Рептилия в несколько необычной форме появился в фильме «Смертельная битва». На протяжении большей части фильма Рептилия выглядит, как большая ящерица, похожая на динозавра, которая умеет менять цвет, становясь почти невидимой. Рептилия получает задание от Шан Цуна держать земных воинов подальше от Китаны. Позже он напал на Лю Кана, плюнув ему в лицо (не особо ядовитой) кислотой. Ближе к концу фильма, во время путешествия Лю Кана и Джонни Кейджа по Внешнему Миру, Лю Кан замечает Рептилию и бросает его в статую или мумию лежавшую поблизости. Статуя поглощает Рептилию и принимает форму зелёного ниндзя. Рептилия упорно сражается с Лю Кенгом и кажется, что в начале он побеждает, но затем Лю Кан собирается и контратакует ящера. Лю Кан добивает его своим коронным «велосипедным ударом», после чего Рептилия-ниндзя превращается обратно в статую, из которой выползает сам Рептилия в виде ящера, которого Лю Кан давит ногой. Поглощение Рептилии статуей и последующее превращение в человекоподобного ниндзя никак не объяснено. В фильме ниндзя-Рептилия выглядит также, как Скорпион и Саб-Зиро за исключением маски, которая сделана в форме пасти с клыками. Роль Рептилии в этом фильме исполнил Кейт Кук, который сыграет Саб-Зиро младшего в Смертельной битве: Истребление.
Во втором фильме, «Смертельная битва: Истребление», появляются сразу три ниндзя, одетых, как Рептилия из первого фильма. Они нападают на земных воинов, вместе с королевой Синдел. Рейден побеждает двоих из них. Что касается третьего ниндзя, то он просто пропадает без объяснений.
Рептилия появляется в одном эпизоде сериала «Завоевание», где его играет Джон Валера. 
Рептилия с новым происхождением и внешностью появился в короткометражном фильме «Смертельная битва: Перерождение». В нём он является не представителем вымершей расы, а человеком, больным редким генетическим заболеванием, которое делает его похожим на ящера. Как и Барака, Рептилия в этом фильме работает на Шан Цуна. Его роль исполнил Ричард Дортон.